# 역동초등학교
역동초등학교(驛洞初等學校)는 대한민국 경기도 광주시에 있는 공립 초등학교이다.

## 연혁
- 2016년 11월 1일 역동초등학교 병설유치원 개원(3학급)
- 2016년 11월 1일 초대 김현철 교장 취임
- 2016년 11월 1일 역동초등학교 개교(9학급)
- 2017년 2월 9일 제1회 졸업식(7명)
- 2017년 3월 1일 17학급 편성
- 2017년 3월 2일 개교식 및 입학식
- 2018년 3월 2일 입학식(22학급 편성, 유치원 4학급 편성)